# جون كينارد
جون كينارد (بالإنجليزية: John Kinard)‏ هو مدير متحف ‏ أمريكي، ولد في 22 نوفمبر 1936 في واشنطن العاصمة في الولايات المتحدة، وتوفي في 5 أغسطس 1989.